# Resurrection Through Carnage
Resurrection Through Carnage è il primo album del gruppo death metal svedese Bloodbath pubblicato nel 2002 dalla Century Media.
È il primo album con Mikael Åkerfeldt nelle vesti di cantante e l'ultimo con Dan Swanö batterista, che, nel secondo album, passerà alla chitarra.

## Tracce
1. Ways to the Grave – 4:09
2. So you Die – 3:19
3. Mass Strangulation – 3:32
4. Death Delirium – 5:06
5. Buried by the Dead – 3:14
6. The Soulcollector – 3:38
7. Bathe in Blood – 4:12
8. Trail of Insects – 4:36
9. Like Fire – 4:35
10. Cry my Name – 4:40

## Formazione
- Mikael Åkerfeldt - voce
- Anders Nyström - chitarra
- Jonas Renkse - basso
- Dan Swanö - batteria